# Тяньхе (модуль Китайської космічної станції)
Тяньхе  — базовий модуль китайської модульної космічної станції. Являє собою центр управління станцією.
До нього можуть бути пристиковані експериментальні цільові модулі «Веньтянь» і «Ментянь», а також транспортні кораблі і виконуватися виходи у відкритий космос.
Він складається з трьох частин — службового (приборно-агрегатного) відсіку, лабораторного відсіку (меншого діаметра) і спеціального переднього стикувального відсіку сферичної форми. На лабораторному відсіку планується встановити панелі сонячних батарей і великий маніпулятор. Також на зовнішній поверхні «Тяньхе» встановлені блоки гіродінів, рідинні двигуни, антени для зв'язку з Землею і системи коригування причалювання і забезпечення стикування.
Модуль має масу 24 тонни, його довжина — 18,1 метра, діаметр — 4,1 метра.
Всього заплановано ще 11 стартів для повної збірки станції, загальна маса станції виросте до 100 т.

## Запуск

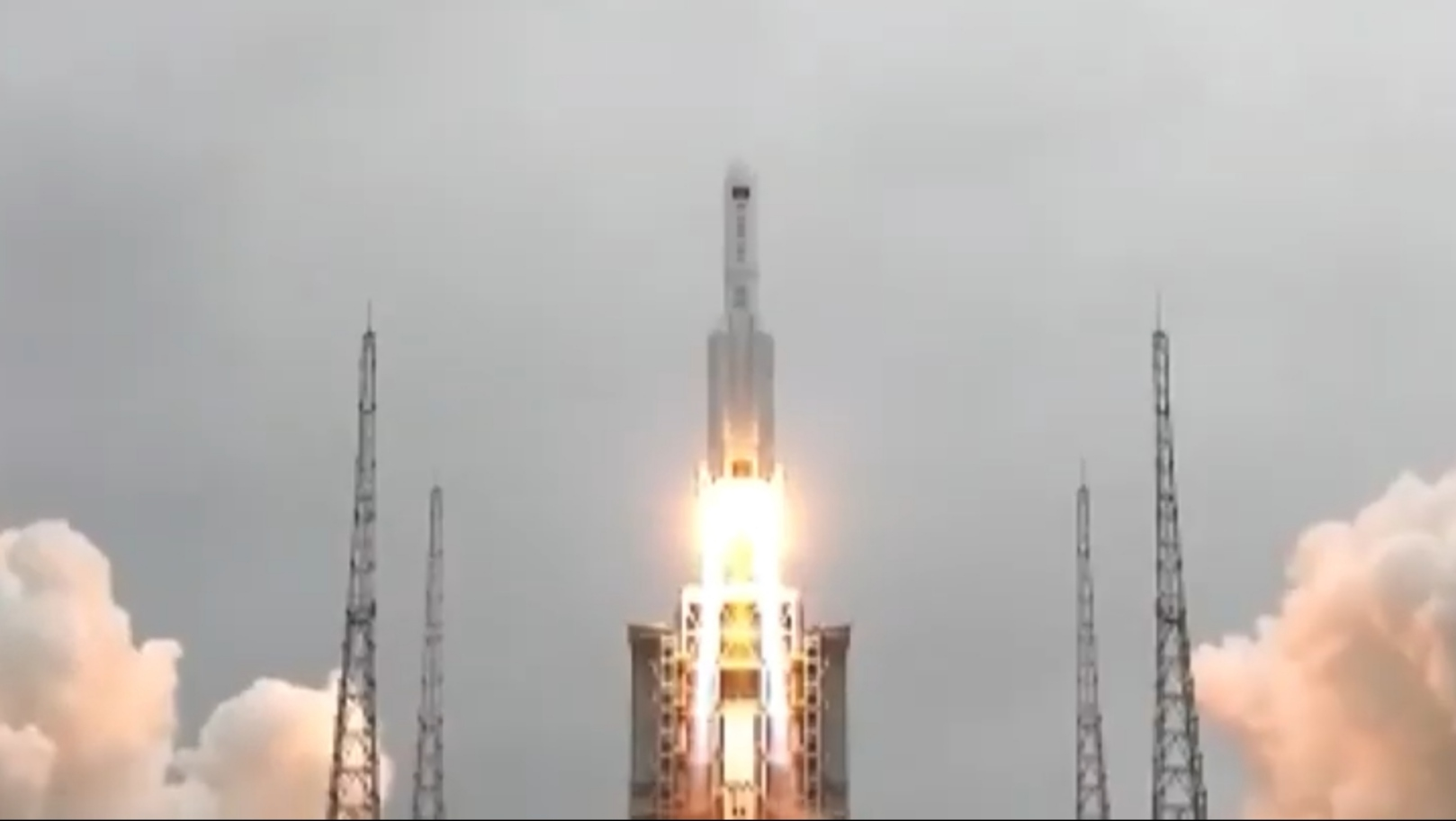

У 2017 році були плани запустити модуль на орбіту в 2019 році за допомогою важкої ракети Великий похід-5B з космодрому Веньчан. У планах 2019—2020 років, запуск був намічений на 2021 рік.
Запуск модуля за допомогою ракети-носія Великий похід-5 здійснено 29 квітня 2021 року

## Неконтрольоване падіння РНВеликий похід-5
Після запуску модуля на орбіту у космосі лишилася РН Великий похід-5, яка його і виводила. Вчені не могли розрахувати район падіння ракети, проте з великою ймовірністю прогнозували її падіння в океан (оскільки 70 % поверхні Землі покрито океаном). Зрештою 9 травня РН впала в Індійський океан поблизу Мальдів.

## Експедиції
Перша експедиція тайконавтів на модуль розпочалася 17 червня 2021 р. Нею став екіпаж корабля Шеньчжоу-12, старт якого відбувся того ж дня, за 6 годин до моменту стиковки з модулем. Тривалість першої експедиції — три місяці, до 17 вересня 2021 р.
Друга експедиція розпочалась 15 жовтня 2021 року — корабель Шеньчжоу-13 доставив на станцію трьох космонавтів. Експедиція триватиме 6 місяців.